# ガイウス・ユリウス・アルケラオス・アンティオコス・エピファネス
ガイウス・ユリウス・アルケラオス・アンティオコス・エピファネス（Gaius Julius Archelaus Antiochus Epiphanes、ギリシア語: Γάιος Ἰούλιος Ἀρχέλαος Ἀντίοχος Ἐπιφανής、38年 - 92年）は、コンマゲネ王国の1世紀における、影響力のある王子。

## 生涯
ガイウス・ユリウス・アルケラオス・アンティオコス・エピファネスは、コンマゲネの王であるアンティオコス4世と、その王妃ユリア・アイオータパの長男であり最初の子供だった。彼の両親は全血兄妹だった。
70年のユダヤ戦争において、アンティオコス・エピファネスは、後の皇帝ティトゥスのローマ軍を支援するために、コンマゲネ軍の指揮官として、エルサレム攻囲戦に父親によって派遣された。この間に、アンティオコス・エピファネスは、ギリシア語を話すユダヤ人の歴史家フラウィウス・ヨセフスと出会った。